# Polykystose rénale autosomique récessive
 (février 2011).

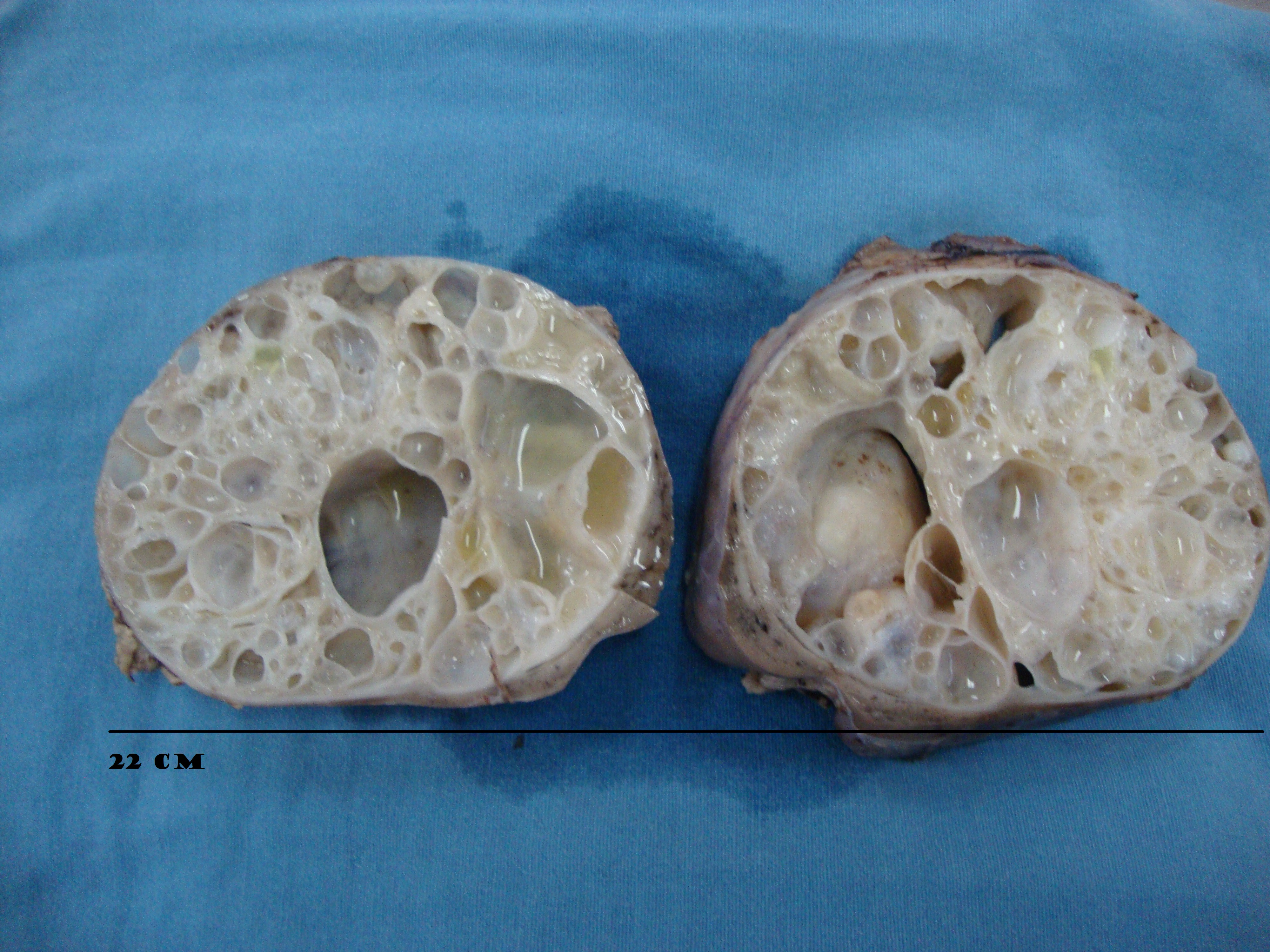
Rein polykystique.

La polykystose rénale autosomique récessive ou  Rein polykystique autosomique récessif est une maladie génétique se manifestant par des dilatations des tubes collecteurs du rein et des canaux hépatiques collectant la bile, responsable d’une insuffisance rénale et insuffisance hépatique. Les manifestations de cette maladie apparaissent souvent dans la vie fœtale. La période néonatale est une période à mortalité importante (20 %) par hypoplasie pulmonaire.

## Autres noms de la maladie
- Maladie polykystique hépato-rénale

## Maladie proche
- Maladie de Potter type 1

## Étiologie
Mutation du gène PKHD1 situé au niveau du locus p21 du chromosome 6.

## Prévalence
1 sur 10 000 naissances à 1 sur 40 000 naissances.

## Description
Les reins sont atteints de façon bilatérale et symétrique. Sauf cas connus dans la famille, c’est souvent une surprise de l’échographie morphologique du deuxième trimestre. La maladie peut aussi se révéler plus tardivement au cours des premières années de vie en fonction du nombre de tubes collecteurs atteints.

### Période fœtale
Les reins volumineux (jusqu'à 10 fois le volume normal pour un fœtus du même âge) et symétriques ont conservé une forme et une organisation cortico-médullaire normales. Les kystes ont une disposition  en rayons de miel. Ces reins ne sont pas fonctionnels entraînant une diminution de la production du liquide amniotique. Les uretères et la vessie sont normales. Les dilatations massives, sont habituellement associées à un oligoamnios, une hypoplasie pulmonaire et une mort périnatale. Mais il existe des aspects moins évidents avec simple augmentation de la taille du rein mais sans différenciation cortico-médullaire avec vessie et une quantité de liquide amniotique normale ne permettant pas éliminer le diagnostic.

### Naissance
Dilatation importante des reins déformant l’abdomen avec hypertension artérielle. L’hypoplasie pulmonaire secondaire à l’oligoamnios est la cause principale des décès de la période néonatale 
Rapidement des anomalies hépatiques cliniques, biologiques ou échographiques apparaissent : 50 % des enfants à 1 mois de vie.
La moitié de ces enfants auront une  insuffisance rénale à 10 ans nécessitant des hémodialyses.

### Enfance
Une insuffisance rénale s’installe progressivement et des manifestations hépatiques  avec insuffisance hépatique se compliquant de cirrhose et d’hypertension portale.

## Diagnostic

### Clinique
- Se fait sur les critères échographiques
- Et un des critères suivants :
  - Absence d’anomalie rénale des parents
  - Signes cliniques ou échographiques d’atteinte hépatique
  - Anomalie histologique hépatique
  - Antécédent de polykystose rénale type récessif dans la famille
  - Notion de consanguinité

### Génétique
La détection de la mutation par analyse génétique permet de retrouver dans 40 % des cas des mutations du gène PKHD1.

## Diagnostic différentiel
- D’abord avec la polykystose rénale type dominant
- Dysplasie rénale bilatérale  isolée ou syndromique :
  - Trisomie 13
  - Syndrome Oro-facio-digital type 1
  - Syndrome polydactylie-cotes courtes
  - Sclérose tubéreuse de Bourneville
- Dysplasie rénale multikystique
- Syndrome de Jeune
- Syndrome de Bardet-Biedl

## Mode transmission
Le mode de transmission est autosomique récessif.

## Conseil génétique

### Risque pour la famille

#### Parents de l’enfant
- Les parents sont des porteurs obligatoires et sont asymptomatiques.
- Une échographie rénale sera effectuée chez eux pour éliminer une polykystose rénale autosomique dominante.
- En cas de nouvelle grossesse, la probabilité que l'enfant soit atteint est de 25 %, que l'enfant soit sain et non porteur du gène est de 25 % et que l'enfant soit sain et porteur du gène est de 50 %.

#### Frères et sœurs
- S’ils ne sont pas atteints par la maladie, la probabilité d’être un porteur sain est de 2/3.

#### Descendants d’une personne atteintes de polykystose rénale autosomique récessive
- Tous leurs enfants seront porteurs du gène pathologique.
- La fréquence des porteurs hétérozygotes est de 1/70 dans la population générale. La probabilité d’avoir un enfant atteint est de 0,7 %.

#### Frères et sœurs des parents
- La probabilité d’être porteur est de 50 %.

### Diagnostic prénatal

#### Grossesse  à haut risque
- Recherche de la mutation (si la mutation est connue chez les deux parents) sur le caryotype fœtal par biopsie de trophoblaste ou amniocentèse.
- La sensibilité et la spécificité du dépistage échographique n’est pas connue.

#### Grossesse  à bas risque
- Si on suspecte l’existence d’une polykystose rénale autosomique récessive chez un fœtus, il faut faire une échographie des reins parentaux pour éliminer la forme dominante.